# Triángulo de Hierro (Corea)
El Triángulo de Hierro fue un área de concentración comunista clave para los chinos y los norcoreanos y una confluencia de comunicaciones durante la guerra de Corea, localizada en el sector central entre Cheorwon y Kumwha en el sur y Pyonggang al norte.
El área estaba localizada entre 20 millas (32 km) y 30 millas (48 km) por sobre el paralelo 38 en el corredor diagonal que divide las montañas Taebaek entre los sectores norteños y sureños, y que contiene los principales caminos y enlaces ferroviarios entre el puerto de Wonsan en el noreste y Seúl en el suroeste. Durante la guerra el área fue el escenario de fuertes combates entre el Ejército Popular de Voluntarios chino y el Octavo Ejército de Estados Unidos durante la Batalla de Caballo Blanco y la Batalla de Triangle Hill entre octubre y noviembre de 1952, y nuevamente en la Batalla de Pork Chop Hill entre marzo y julio de 1953. Finalmente esta región fue llamada el Triángulo de Hierro por un periodista que buscaba usar un término dramático para describir la región. Actualmente, la región es atravesada por la Zona Desmilitarizada.